# Chorásán

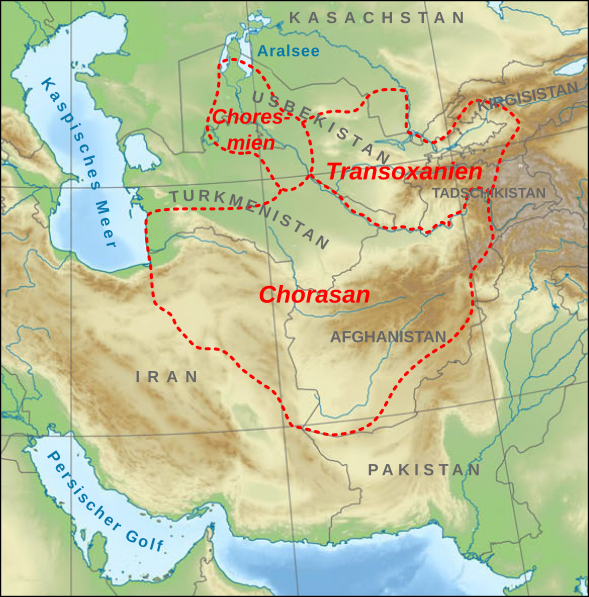
Chorásán, Transoxanie a Chórezm

Chorásán (jiné názvy: Velký Chorásán, Země vycházejícího slunce, Země slunce, Země východu; per. خراسان‎ – Chorásán) je historické území ve střední Asii s rozlohou 268 000 km², které dnes leží na území Íránu, Afghánistánu, Tádžikistánu, Uzbekistánu a Turkmenistánu.
Území oblasti je hornaté s rovnobežnými pásmy Hindúkuše; na jihu jsou pouště Kavír a Lút. Převládá zde chov koní, ovcí, velbloudů, vyrábějí se zde koberce a hedvábí a pěstuje se zde šafrán.
Hlavním městem je Mašhad, poutní město ší'itů. V Chorásánu leží město Balch, rodiště Rúmího. Z Chorasánu pocházejí i mnohé další významné osobnosti, např. Al-Ghazzálí a Avicenna.